# Jules Nostag
Gaston Buffier, connu sous son pseudonyme Jules Nostag, né le 21 août 1845 à Mâcon et mort le 23 juillet 1899 à Brunoy, est l'un des principaux dirigeants parisiens de l'Association internationale des travailleurs (AIT) durant la Commune de Paris.
Il se fait connaître pendant les événements révolutionnaires de 1871 par la publication de L’Aube dans le journal La Révolution politique et sociale.

## Biographie

### Un militant de l'Internationale
Jules Nostag, de son vrai nom François, Pierre, Jules, Louis, Flavien, Gaston Buffier naît le 21 août 1845 à Mâcon,.  Fils d’un limonadier, il est connu comme un homme de lettres et un marchand de vins, selon son extrait de son casier judiciaire daté du 7 avril 1879. Célibataire, il réside d’abord au 27 avenue d’Italie à Paris, puis au 13 quai de Bercy. 
Très tôt membre de l’Association Internationale des Travailleurs, il intervient dès juin 1869 dans de nombreuses réunions de clubs. Aux côtés de Benoît Malon, il participe à des assemblées publiques à Puteaux à la fin du Second Empire et en organise à la « salle de la Fraternité », avenue d’Italie. Des militants très actifs de l'AIT viennent y prendre la parole, parmi lesquels Eugène Varlin. Jules Nostag se rattache à la tendance « collectiviste » de l’AIT, alignée sur les idées de Karl Marx, aux côtés de personnalités telles que Léo Frankel,. Le 15 mai 1869, il est condamné à un mois de prison et à 100 francs d’amende pour infraction à la loi sur les réunions publiques. Il proteste publiquement contre ces mesures répressives, notamment dans le journal Le Réveil, fondé par Charles Delescluze. 

### La Commune de Paris

#### Militant révolutionnaire
Engagé dans la Délégation des vingt arrondissements, il est chargé, le 12 février 1871, de collecter des fonds dans le XIIe arrondissement de Paris. En tant que secrétaire général correspondant de la section Gares d’Ivry et Bercy réunies de l’Internationale, il participe le 23 mars 1871 à la séance de nuit, où s’élabore le manifeste du Conseil fédéral des sections parisiennes de l'Internationale et de la Chambre fédérale des sociétés ouvrières ; manifeste engageant les Parisiens à voter « pour la Commune ». Lors de la séance du 29 mars, Jules Nostag est désigné pour intégrer la commission de sept membres chargée de servir d’intermédiaire entre la Commune et le Conseil fédéral. Le 3 mai, il est à nouveau désigné avec quatre autres militants « pour constituer une commission chargée de présenter à la discussion et à l'approbation de la Commune le résultat des travaux des sections parisiennes »,. Le siège de cette commission devait se situer à l'Hôtel de Ville.

#### Rédacteur en chef deLaRévolution politique et sociale

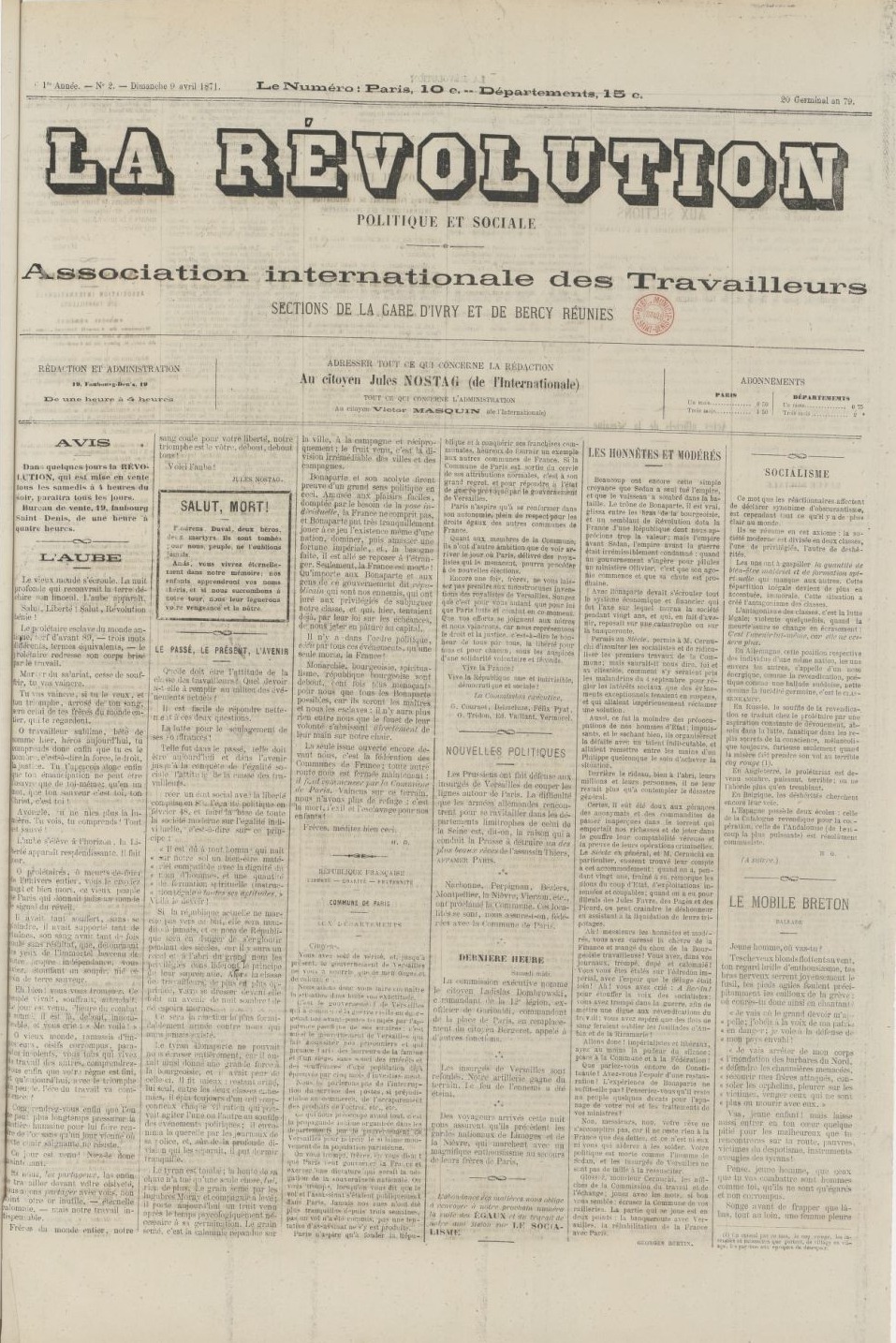
Une de La Révolution politique et sociale du 9 avril 1871

Au plus fort de la Commune, Jules Nostag devient le rédacteur en chef de La Révolution politique et sociale, publiée entre le 2 avril et le 15 mai 1871,,. Le journal se veut une tribune militante des idéaux de l’Internationale. C'est alors que Jules Nostag y publiera le 9 avril 1871 un appel intitulé L’Aube, destiné à ranimer la ferveur des révolutionnaires de la Commune, alors même qu'ils essuient leurs premiers revers face aux troupes versaillaises. L'Aube revêt une charge symbolique d'autant plus grande qu'il paraît dans un contexte chaotique pour la Commune menacée, qui interdit plusieurs journaux jugés pro-versaillais, à l'instar du Journal des Débats Politiques et Littéraires. Considéré comme le texte le plus marquant de Jules Nostag, l’historien Jacques Rougerie en dira qu’il « est de la main d’un obscur international, mais [vaut] bien les plus beaux éditoriaux de Vallès »,. Les historiens Quentin Deluermoz et Michel Cordillot rappelleront à leur tour la force symbolique de cet appel,. 

Toujours dans La Révolution politique et sociale, Jules Nostag écrit le 16 avril 1871 :
« Que la patrie ne soit plus qu’un vain mot, une classification administrative sans valeur ; notre pays est partout où l'on vit libre, où l'on travaille [...] La France est morte, vive l’humanité ! »

### Exil et retour en France
Le 28 novembre 1872, le 16e conseil de guerre le condamne par contumace à la déportation dans une enceinte fortifiée. 
Jules Nostag se réfugie alors en Suisse, où il se fait éleveur de volailles, bien qu'il reste un militant actif. Il compose Le Chant des Travailleurs et devient, en 1873-1874, le rédacteur en chef de L’Union des travailleurs. Il gère parmi d'autres proscrits un restaurant coopératif, « La Marmite sociale ». Installé ensuite à San Remo en Italie, de 1876 à 1879, il y dirige un petit hebdomadaire, Le Littoral. Le 24 mai 1879, il est gracié.
De retour à Paris peu après, il épouse le 25 mars 1882 Joséphine Guichard, en présence d’Ernest Fribourg, Charles Limousin, cofondateurs de l'Internationale en France, et du communard François Ostyn. Il meurt à Brunoy en Essonne le 23 juillet 1899.
Jules Nostag est également l'auteur d'une pièce de théâtre, Le 18 mars chez un bourgeois.

## Le texte de l'Aube
Après la répression de la Commune, Jules Nostag tombe dans l'oubli. Cependant, son appel retient l'attention de l'historien Jacques Rougerie, qui le remet en lumière dans ses travaux à l'occasion du centenaire de la Commune,. Dans Paris 1871, la Semaine sanglante, documentaire historique issu de la série Les Grandes Batailles du passé, diffusé le 6 février 1976, le journaliste Henri de Turenne inclut une séquence de reconstitution dans laquelle un acteur, incarnant un communard, lit l’appel de Jules Nostag.
Le vieux monde s’écroule. La nuit profonde qui recouvrait la terre déchire son linceul. L’aube apparaît.
Salut, Liberté ! Salut, Révolution bénie !
Le prolétaire esclave du monde antique, serf d’avant 89, — trois mots différents, trois termes équivalents, — le prolétaire redresse son corps brisé par le travail.
Martyr du salariat, cesse de souffrir, tu vas vaincre.
Tu vas vaincre, si tu le veux, et ton triomphe, arrosé de ton sang, sera celui de tes frères du monde entier, qui te regardent.
Ô travailleur sublime, bête de somme hier, héros aujourd’hui, tu comprends donc enfin que tu es le nombre, c’est-à-dire la force, le droit, la justice. Tu t’aperçois donc enfin que ton émancipation ne peut être l'œuvre de toi-même ; qu’en un mot ton sauveur c’est toi, ton Christ, c’est toi !
Aveugle, tu ne nies plus la lumière. Tu vois, tu comprends ! Tout est sauvé !
L'aube s’élève à l’horizon, la Liberté apparaît resplendissante. Il fait jour.
Ô prolétaires, ô meurts-de-faim de l’univers entier, vous le croyiez mort et bien mort, ce vieux peuple de Paris qui donnait jadis au monde le signal du réveil.
Il avait tant souffert, sans se plaindre, il avait supporté tant de chaînes, son sang avait tant de fois coulé sans résultat, que détournant les yeux de l’immortel berceau de votre propre indépendance, vous aviez, étouffant un soupir, nié ce coin de terre sauveur.
Eh bien ! vous vous trompiez ! Ce peuple vivait, souffrait, attendait. Le jour est venu, l’heure du combat a sonné. Il est là, debout, innombrable et vous crie: « Me voilà ! »
Ô vieux monde, ramassis d’imposteurs, oisifs corrompus, parasites insolents, vous tous qui vivez du travail des autres, comprendrez-vous enfin que votre règne est fini, et qu’aujourd’hui, avec le triomphe du peuple, l’ère du travail va commencer ?
Comprendrez-vous enfin que l’on ne peut plus longtemps pressurer la matière humaine pour lui faire rendre de l’or sans qu’un jour vienne où cette chair saignante ne résiste.
Ce jour est venu ! Niez-le donc maintenant.
Et nous, les partageux, las enfin de travailler devant votre oisiveté, nous allons partager avec vous non point votre or inutile — éternelle calomnie, — mais notre travail indispensable.
Frères du monde entier, notre sang coule pour votre liberté, notre triomphe est le vôtre, debout, debout tous !

Voici l’aube !